# Heart Beat 3D
Heart Beat 3D je film Jana Němce z roku 2010. Podle producentů jde o první český celovečerní film ve 3D. Scénář, který prý režisér filmu Jan Němec napsal s Václavem Havlem kolem roku 1970, je údajně zcela přepracovaný.
Film by měl vyprávět o doktoru B., který manipuloval s lidskými orgány, buňkami a genetikou.

## Účast na festivalech
Heart Beat je zahajovacím filmem pražského festivalu Parallax 2012.

## Recenze
- Kamil Fila, Aktuálně.cz, 23. prosince 2010
- Jan Gregor, Respekt 1/2011: 3. ledna 2011: s. 64–65.